# Cedarpelta
Cedarpelta (Cedarpelta bilbeyhallorum) – roślinożerny dinozaur z grupy ankylozaurów (Ankylosauria).
Żył w okresie kredy (ok. 100 mln lat temu) na terenach Ameryki Północnej. Długość czaszki ok. 60 cm. Jego szczątki (czaszkę) znaleziono w USA (w stanie Utah).
Początkowo zaliczano cedarpeltę do rodziny ankylozaurów (Ankylosauridae). Po stwierdzeniu, że jest spokrewniona również z nodozaurami, nie zalicza się jej do żadnej z tych rodzin.